# Peter Gabriel (IV)
| Оценки критиков               | Оценки критиков |
| Источник                      | Оценка          |
| ----------------------------- | --------------- |
| Allmusic                      | [ 7 ]           |
| Piero Scaruffi                | (6/10)          |
| Роберт Кристгау               | C+              |
| The Rolling Stone Album Guide | [ 10 ]          |
| Piero Scaruffi                | (6/10)          |

Peter Gabriel — четвёртый студийный альбом британского рок-музыканта Питера Гэбриела, издан в 1982 году. Первоначально диск был выпущен без названия, как и три предыдущие работы музыканта. Однако, в Соединенных Штатах, он вышел под заголовком — «Security», так как американский издатель — лейбл Geffen Records — категорически отказывался выпускать альбом без названия, в связи с путаницей образовавшейся на музыкальном рынке.

## Список композиций
Все песни написаны Питером Гэбриелом.

### Первая сторона
1. «The Rhythm of the Heat» — 5:15
2. «San Jacinto» — 6:21
3. «I Have the Touch» — 4:30
4. «The Family and the Fishing Net» — 7:08

### Вторая сторона
1. «Shock the Monkey» — 5:23
2. «Lay Your Hands on Me» — 6:03
3. «Wallflower» — 6:30
4. «Kiss of Life» — 4:17

## Участники записи
- Питер Гэбриел — вокал, клавишные
- Тони Левин — бас-гитара, стик
- Дэвид Роудс — гитара
- Джерри Маротта — ударные, перкуссия
- Ларри Фэст — синтезаторы

### Дополнительные музыканты
- Джон Эллис — бэк-вокал (1, 3, 8), гитара (2, 4)
- Роберто Ланери — саксофон (4)
- Моррис Перт — тимбалес (6), перкуссия (8)
- Стивен Паин — Fairlight CMI (4)
- Дэвид Лорд — синтезаторы (6, 7), фортепиано (7, 8)
- Питер Хэммилл — бэк-вокал (4, 5, 6)
- Джилл Гэбриэл — бэк-вокал (2)
- Ekome Dance Company — ганские ударные инструменты (1)

## Хит-парады
Альбом
| Год  | Чарт                   | Высшая позиция |
| ---- | ---------------------- | -------------- |
| 1982 | Billboard Pop Albums   | 28             |
| 1982 | Music Week (UK) Albums | 6              |

Синглы
| Год  | Сингл              | Чарт                        | Высшая позиция |
| ---- | ------------------ | --------------------------- | -------------- |
| 1982 | «I Have the Touch» | Billboard Mainstream Rock   | 46             |
| 1982 | «Kiss of Life»     | Billboard Mainstream Rock   | 34             |
| 1982 | «Shock the Monkey» | Billboard Black Singles     | 64             |
| 1982 | «Shock the Monkey» | Billboard Club Play Singles | 26             |
| 1982 | «Shock the Monkey» | Billboard Mainstream Rock   | 1              |
| 1982 | «Shock the Monkey» | Billboard Pop Singles       | 29             |
| 1982 | «Shock the Monkey» | UK singles                  | 58             |

## Сертификация
| Организация   | Статус     | Дата           |
| ------------- | ---------- | -------------- |
| BPI — UK      | Золотой    | 30 ноября 1982 |
| CRIA — Canada | Золотой    | 1 февраля 1983 |
| CRIA — Canada | Платиновый | 1 февраля 1983 |